# Martha Elena Venier
Martha Elena Venier Campana (San Miguel de Tucumán, Argentina, 1938-Ciudad de México, 26 de diciembre de 2018) fue una investigadora y crítica literaria argentina, especialista en retórica y literatura novohispana.

## Trayectoria
Cursó estudios de licenciatura y maestría en letras en la Universidad Nacional de Tucumán. Después de ejercer el magisterio por algunos años en Argentina, entre hacia 1967 se trasladó a México para cursar estudios de doctorado en El Colegio de México. Entre 1969 y 1971 fue profesora de literatura española en la Universidad Johns Hopkins y en 1972 ingresó como profesora-investigadora del Centro de Estudios Lingüísticos y Literarios (CELL) de El Colegio de México.
Fue secretaria de redacción de la Nueva Revista de Filología Hispánica bajo la dirección de Antonio Alatorre y coordinadora académica del CELL entre 1997 y 2003. A su vez, impartió clases y cursos en distintas dependencias de El Colegio de México, particularmente en el Centro de Estudios Internacionales, así como en el Instituto Matías Romero, en El Colegio de Sonora, en El Colegio de la Frontera Norte y en el Centro de Investigación y Docencia Económicas. Falleció el 26 de diciembre de 2018.

## Obras selectas

### Artículos
- Venier, Martha Elena (1987). «Jarritos para sor Juana: nota de pie». Vuelta 11 (130): 59-60.
- Venier, Martha Elena (2001). «La Rethorica Cristiana de Diego de Valadés». Caravelle (76/77): 437-442.
- Venier, Martha Elena (2002). «"Criatura migratoria" (NRFH, 1, 1947, núm. 1)». Nueva Revista de Filología Hispánica 50 (2): 393-404. doi:10.24201/nrfh.v50i2.2187.

### Como editora
- José, López Leal (2007).  Mariscal Hay, Beatriz; Venier, Martha Elena, eds. Debido recuerdo de agradecimiento leal. México: El Colegio de México. ISBN 9789681212735.
- Alonso, Amado; Alfonso, Reyes (2008).  Venier, Martha Elena, ed. Crónica parcial: cartas de Alfonso Reyes y Amado Alonso, 1927-1952. México: El Colegio de México. ISBN 9789681213701.
- Cisneros, Diego de (2009).  Venier, Martha Elena, ed. Sitio, naturaleza y propiedades de la Ciudad de México. México: El Colegio de México. ISBN 9786074620443.